# Sutton on Trent
Sutton on Trent – wieś w Anglii, w hrabstwie Nottinghamshire, w dystrykcie Newark and Sherwood. Leży 34 km na północny wschód od miasta Nottingham i 192 km na północ od Londynu. Miejscowość liczy 1327 mieszkańców.